# Banca Franței

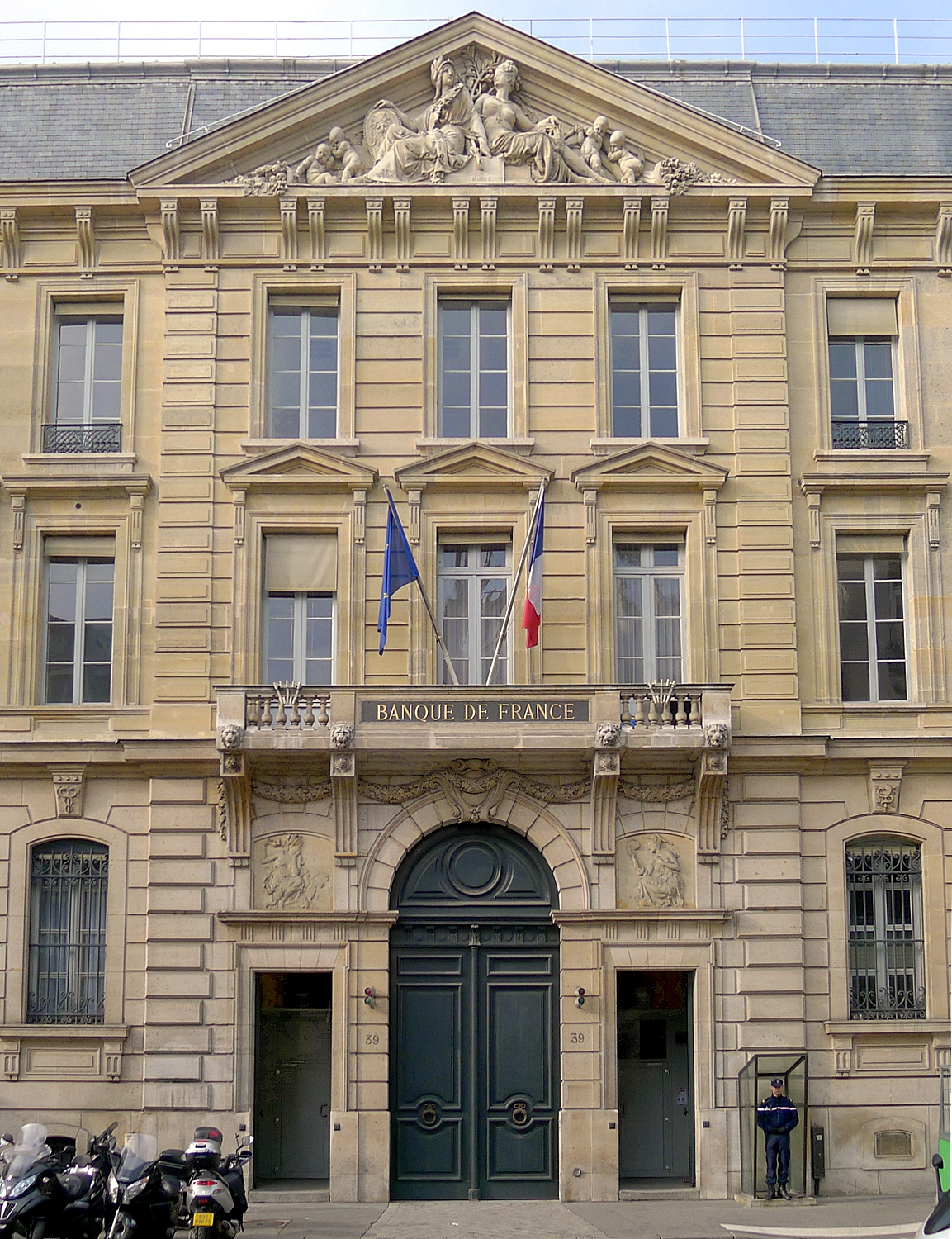
Banque de France

Banca Franței (în franceză Banque de France) este banca centrală a Franței. Are sediul central la Paris. Este o instituție bicentenară cu capital de francez de stat. Pentru exercițiul 2009, dividendul vărsat statului se ridica la 1.702 milioane de euro, iar impozitul pe societăți la 1.676 de milioane de euro.

## Istorie

### Banca centrală înainte de Banca Franței
Primul experiment al Regatului Franței cu o bancă centrală a fost Banque générale (Banque Générale Privée sau "General Private Bank"), înființat de John Law la cererea Ducelui de Orleans după moartea lui Ludovic al XIV-lea. Ea a fost menită să stimuleze economia stagnantă a Franței și să-și plătească datoria națională uluitoare obținută din războaiele lui Ludovic al XIV-lea, inclusiv Războiul Succesiunii Spaniole. A fost naționalizată în decembrie 1718 la cererea Legii și a fost redenumită oficial Banque Royale o lună mai târziu. A văzut un mare succes inițial, sporind industria cu 60% în doi ani, însă politicile mercantiliste ale Legii l-au văzut căutând să creeze monopoluri mari, ducând la Bubble Mississippi.

## Misiunile Băncii Franței
Activitățile Băncii Franței sunt organizate în jurul a trei misiuni, care sunt încredințate fie Băncii Centrale Europene și deci, prin subsidiaritate, ca descendentă, Băncii Franței, fie direct, prin lege:
- stabilitatea monetară;
- stabilitatea financiară;
- prestarea de servicii specifice destinate colectivităților publice, întreprinderilor și particularilor.

## Anexe

### Articole conexe
- Banca Centrală Europeană
- Zona francului